# Li Yuanchao

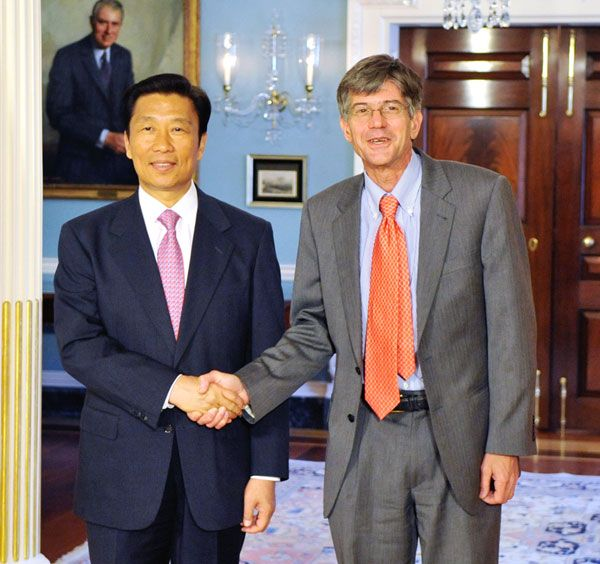
Li Yuanchao (links) mit US-Staatssekretär James B. Steinberg im Oktober 2009

Li Yuanchao (chinesisch 李源潮, Pinyin Lǐ Yuáncháo; * April 1950 in Lianshui, Provinz Jiangsu) ist ein chinesischer kommunistischer Politiker. Von 2007 bis 2017 war er Mitglied des Politbüros der Kommunistischen Partei und ab 14. März 2013 Vizepräsident der Volksrepublik China.

## Leben
Li ist ein Absolvent der Pädagogischen Universität Ostchina sowie der Fudan-Universität. Nach Tätigkeiten in der Kommunistischen Jugendliga sowie von 2002 bis 2007 als Parteisekretär der KPCh in Jiangsu war er von 2007 bis November 2012 Leiter der Organisationsabteilung des Zentralkomitees der Kommunistischen Partei Chinas.
Am 14. März 2013 wurde er vom Nationalen Volkskongress zum Stellvertreter des am selben Tag neugewählten Staatspräsidenten Xi Jinping berufen.